# Оборотная сторона полуночи (роман)
«Оборотная сторона полуночи» (англ. The Other Side of Midnight) — второй роман писателя Сидни Шелдона. Долгое время оставался в списке бестселлеров. Есть продолжение книги — «Полночные воспоминания».

## Сюжет
История, начавшаяся с описания жизни Катрин Александер и Ноэль Паж, родившихся за тысячи километров друг от друга. Спустя годы их судьбы пересекаются – общей любовью к военному летчику Ларри Дугласу. На пути каждой из них встречается немало людей.
Сюжетная линия сводит и разводит их вновь, завершая громким скандалом: общественность в предвкушении суда над лётчиком и его любовницей, обвинёнными в убийстве ни в чём не повинной девушки.
В 1990 году вышло продолжение первой книги – «Полночные воспоминания» («Memories of Midnight»).
В 1977 году на основе романа вышла экранизация с одноимённым названием — «Оборотная сторона полуночи». Одним из сценаристов выступил Сидни Шелдон
В России роман был переведён в 1995 году, выпущен в издательстве АСТ в 2006 году. В издательстве АСТ в 2006 году вышел также твёрдый переплёт (384 стр.).